# 落跑老爸
落跑老爸（： Reonningmaen */?）是一部2013年的韓國動作電影，由申河均主演，講述一名男子被誣陷為殺人犯後，被全國通緝追捕的故事。

## 演員
- 申河均 - 車忠友[5][6][7]
- 李敏豪
- 趙恩智
- 吳正世
- 朱鉉

## 發行
該電影於2013年4月4日在韓國上映。

## 外部連結
- 豆瓣电影上《落跑老爸》的資料 （简体中文）
- 開眼電影網上《落跑老爸》的資料（繁體中文）
- 《落跑老爸》在HanCinema的页面（英文）
- 韩国电影数据库（KMDb）上《落跑老爸》的資料
- 互联网电影数据库（IMDb）上《落跑老爸》的资料（英文）